# Neuhof (Taunusstein)
Neuhof is een plaats in de Duitse gemeente Taunusstein, deelstaat Hessen, en telt 3521 inwoners (2008).